# Петляков, Владимир Михайлович
Влади́мир Миха́йлович Петляко́в (15 (27) июня 1891, село Самбек, область Войска Донского, Российская империя — 12 января 1942, деревня Мамешево, Сергачский район, Горьковская область, РСФСР, СССР) — советский авиаконструктор. Лауреат Сталинской премии первой степени (1941).

## Биография
Владимир Михайлович Петляков родился в семье Михаила Ивановича Петлякова и Марии Евсеевны Письменской, в селе Самбек, в 7 км от Таганрога, где молодые родители были на отдыхе. Всего в семье было пятеро детей, Володя был вторым ребёнком и первым сыном. Отец был родом из Павловского района Воронежской области, мать — из Таганрога. Проживала семья в Москве, в районе Солянки. Когда Володе было пять лет, скоропостижно скончался его отец, и мать Мария Евсеевна с пятью детьми была вынуждена вернуться к родителям в Таганрог.
Несмотря на тяжёлое материальное положение, Мария Евсеевна стремилась дать всем своим детям образование. В 1899 году поступил во Второе приходское училище им. Гоголя, в 1902 году стал учеником Таганрогского среднего технического училища — первого на юге России.
Параллельно с учёбой, чтобы помочь матери материально, Володя работает помощником мастера в железнодорожных мастерских и кочегаром.
По окончании Технического училища в 1910 году Петляков отправляется в Москву, где после посещения Политехнического музея решает поступать в Императорское Московское техническое училище (ИМТУ). Первая попытка не удалась, и Петляков возвращается в Таганрог, где поступает на работу техником-механиком по ремонту паровозов и вагонов, а в свободное время занимается самообразованием, в основном математикой и физикой.
В 1911 году, со второй попытки, Петляков поступает на механический факультет ИМТУ. На правах вольнослушателя он посещает лекции Н. Е. Жуковского по аэродинамике. Однако на втором курсе ему приходится вернуться домой, чтобы помочь семье.
В течение почти 10 лет, до продолжения учёбы, Петляков работает на Макеевской рудничной спасательной станции в Донбассе, в мастерской архитектора Беликовского в Москве, на Брянском механическом заводе по вытачиванию корпусов трехдюймовых снарядов (шла Первая мировая война), на фарфоровом заводе, в аэродинамической лаборатории МВТУ и, наконец, снова в железнодорожном депо Таганрога, где он «дорастает» до исполняющего обязанности начальника участка службы тяги.

## Конструкторская деятельность
В июне 1921 года вышел декрет Совета Народных Комиссаров о возвращении студентов на учёбу в высшие учебные заведения, и Петляков продолжил обучение в МВТУ, работая при этом лаборантом в Центральном аэрогидродинамическом институте (ЦАГИ). В 1922 году Петляков защищает на «отлично» дипломный проект «Лёгкий одноместный спортивный самолёт» и получает диплом инженера-механика. Профессор А. И. Путилов:

«Вывешенные чертежи дипломного проекта были выполнены настолько красивыми, что удивляли даже опытных конструкторов. Вычерченный самолёт в пространстве, казалось, взлетит с ватмана и поднимется в воздух».

Уникальность проекта заключалась, в частности, в монопланной конструкции и использовании металлических элементов. Совершивший свой первый полёт 21 октября 1923 года самолёт, по предложению Владимира Михайловича Петлякова, был назван «АНТ».
После окончания МВТУ Петляков переводится в ЦАГИ на должность инженера-конструктора. Здесь он участвует в первых проектах это института: постройке глиссера АНТ-1, постройке и испытаниях аэросаней, планёров, постройке дирижабля и других проектах.
Начиная со второго самолёта серии АНТ (АНТ-2) — первого полностью металлического самолёта, Петляков отвечает за все крылья самолётов А. Н. Туполева. Одним из изобретений В. М. Петлякова, совместно с его помощником В. Н. Беляевым, стал метод расчёта многолонжеронного цельнометаллического свободнонесущего крыла с гофрированной обшивкой, получивший название «метод Петлякова».
АНТ-3 (Р-3) стал первым «рекордным» самолётом. В 1926 году на первом из них, названном «Пролетарий», летчик М. М. Громов совместно с бортмехаником Г. В. Радзикевичем облетели большинство столиц Европы (Москва — Берлин — Париж — Вена — Прага — Варшава — Москва), покрыв расстояние в 7150 км. На втором самолёте, названном «Наш ответ», лётчик С. А. Шестаков и механик Д. В. Фуфаев совершили перелёт Москва — Токио — Москва (22 000 км).
Самолёт АНТ-4 стал первым советским тяжёлым бомбардировщиком, более известным как ТБ-1. Сложность конструкции самолёта заставила создать вначале деревянный макет самолёта, большую часть работ по которому была возложена на В. М. Петлякова. Для выноса крыла из здания, где собирался опытный самолёт, пришлось проломить часть стены. Все работы по окончательной сборке самолёта на Центральном (Ходынском) аэродроме были возложены на Петлякова. В дальнейшем у Туполева он всегда отвечал за подготовку самолётов к лётным испытаниям и передачу в серийное производство.
В 1928 году В. М. Петляков официально возглавил бригаду тяжёлых самолётов. Вторым тяжёлым бомбардировщиком стал АНТ-6 (ТБ-3), впервые поднятый в воздух М. М. Громовым 22 декабря 1930 года. Для усиления прочности бензобаков этого огромного самолёта (размах крыльев — 40 м, четыре двигателя) Петляков предложил делать баки клёпаными из листового дюралюминия с прокладками из ватмана, покрытого толстыми слоями шеллака. Подобная конструкция использовалась на советских самолётах ещё в течение 20 лет.
ТБ-3 были выпущены крупной серией и составляли основу советской бомбардировочной авиации. За выдающиеся успехи в области конструирования тяжёлых самолётов, их внедрение в серийное производство и эксплуатацию в ВВС В. М. Петляков был награждён в 1933 году орденом Красной Звезды и орденом Ленина (второй орден — к 15-летию ЦАГИ).
Следующим тяжёлым бомбардировщиком стал ТБ-4 (АНТ-16), имевший гигантские размеры: высота — более 11 м, длина — 32 м и размах крыла — 54 м. Хотя ТБ-4 не был запущен в серию, он сыграл большое значение, став основой для агитсамолёта АНТ-20 «Максим Горький», крупнейшего самолёта с сухопутным шасси того времени: высота — 11 м, длина — 33 м, размах — крыла 63 м, максимальный снаряжённый вес — 53 тонны, силовая установка — восемь двигателей общей мощностью 7200 л.c. На самолёте во время своего визита в СССР совершил полёт Антуан де Сент-Экзюпери.
В. М. Петляков сыграл большую роль создании самолёта АНТ-25 «РД» [Рекорд дальности], впервые поднятом в воздух 22 июня 1933 года М. М. Громовым: он разработал для него крыло-цистерну большого удлинения, а также руководил его перелётами. На этом самолёте летом 1937 года были совершены два выдающихся перелёта: сначала В. Чкаловым, Г. Байдуковым и А. Беляковым — через Северный полюс в США, а затем М. Громовым, А. Юмашевым и С. Данилиным — через Северный полюс в США, с рекордной дальностью: по прямой — 10 148 км и 11 500 км — по ломаной.

Руководящего состава бригады В. М. Петлякова во время работы над АНТ-42. 1935 г.

В 1934 году бригада В. М. Петлякова получила задание на разработку дальнего четырёхмоторного бомбардировщика класса «летающая крепость» ТБ-7 (АНТ-42). Из-за отсутствия необходимых двигателей и других проблем разработка самолёта заняла довольно долгое время: первый его полет состоялся лишь 22 декабря 1936 года. Возможно, столь долгая разработка и стала причиной обвинений Туполева и Петлякова во вредительстве и их ареста в ноябре 1937 года. Дальнейшая доработка самолёта осуществлялась заместителем Петлякова И. Незвалем. После гибели Петлякова в 1942 году, в честь признания его заслуг, самолёт получил наименование Пе-8.
После полугода, проведённых в Бутырской тюрьме в ожидании приговора, вместе с другими заключёнными инженерами Петляков был переведён в созданное по указанию Л. Берии ОКБ НКВД, где получил задание на разработку дальнего высотного скоростного трёхместного истребителя с индексом СТО (100). Основной боевой задачей самолёта должно было стать сопровождение тяжёлого бомбардировщика ТБ-7 в его полётах в глубокий тыл врага.
В начале 1939 года бригада В. Петлякова была переведена в здание КОСОС ЦАГИ на ул. Радио, где приступила к цеховым работам. В июле макетная комиссия приняла самолёт с незначительными замечаниями, после чего началось изготовление опытного образца и его дублёра.
Испытания самолёта в воздухе, начатые 22 декабря 1939 года, показали, что истребитель имеет дальность 1400 км, скорость 535 км/ч и потолок в 12 км. ВИ-100 участвовал в воздушной части парада 1 мая 1940 года на Красной площади, за которой его создатели наблюдали не с гостевых трибун, а с крыши здания КОСОС ЦАГИ — их тогдашней тюрьмы. По ошибке П. Стефановский забыл убрать шасси, однако к счастью для всех «обошлось». Между тем, в конце мая Петлякову, признавшему на допросах в Бутырке в конце 1937 года свою "вину", был объявлен приговор: 10 лет лагерей, 5 лет поражения в правах и полная конфискация имущества.
Испытания ВИ-100 закончились успешно, однако 4 июня было принято решение о «перепрофилировании» высотного истребителя в пикирующий бомбардировщик, причём на чертежи для нового самолёта отводилось всего полтора месяца. За это время коллективу предстояло разработать и испытать практически новый фюзеляж, тормозные щитки и систему управления ими, коренным образом пересмотреть размещение экипажа, изменить винтомоторную установку. Установленные жёсткие сроки были выполнены, и через три недели был предъявлен макет самолёта, а 23 июля 1940 года началось его серийное производство на заводах № 22 и № 39 в Москве.
В качестве вознаграждения за выполненную работу, Петляков и сотрудники его КБ были выпущены на свободу. Петляков был освобождён из заключения 27 июля 1940 года, однако полностью обвинения были сняты с авиаконструктора только в 1953 году.
В октябре В. М. Петляков был назначен главным конструктором завода № 39, а 15 декабря Н. Фёдоров впервые поднял в воздух самолёт, который, в соответствии с принятым в декабре правилом обозначения типов самолётов по первым двум буквам фамилии главного конструктора, получил наименование Пе-2. 16 января 1941 года задание на производство Пе-2 получили заводы № 124 в Казани, № 125 в Иркутске и № 450 в Воронеже. В феврале В. М. Петляков был назначен главным конструктором завода № 22.
За пять месяцев до начала войны было выпущено 306 самолётов Пе-2. В марте 1941 года В. М. Петлякову была присуждена Сталинская премия I степени за выдающиеся успехи в создании пикирующих бомбардировщиков, принятых на вооружение ВВС. ОСОС ЦАГИ получил миллион рублей на поощрение конструкторов за кратчайшие сроки сдачи чертежей и освоение серийного выпуска Пе-2. Коллеги Петлякова получили по 20-25 тысяч рублей. Узнав о том, что выделенных денег не хватило на премирование чертежников, Петляков попросил распределить между ними свою премию и сохранить это в тайне. [И. Лопатин рассказал об этом жене В. М. уже после гибели Петлякова]
17 сентября В. М. Петляков был награждён вторым орденом Ленина «за выдающиеся успехи в области конструирования боевых самолётов, принятых на вооружение ВВС Красной Армии». В октябре В. М. Петляков руководил эвакуацией завода № 22 в Казань, на территорию завода № 124.
В августе совершил свой первый полёт, а в сентябре был запущен в серию тяжёлый истребитель Пе-3.

## Гибель

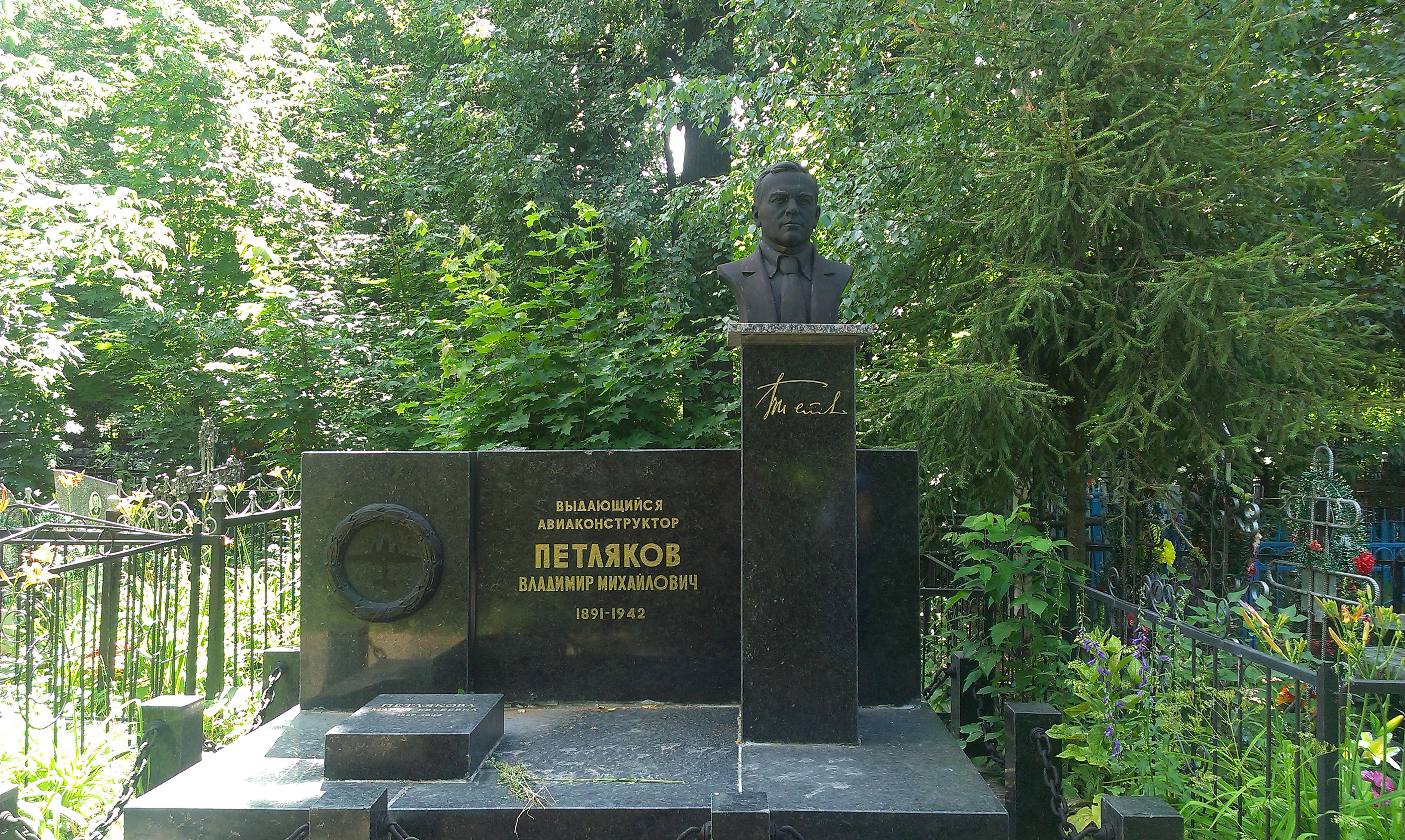
Могила Петлякова на Арском кладбище

12 января 1942 года В. Петляков направляется из Казани в Москву для встречи с наркомом авиационной промышленности Шахуриным о судьбе производства Пе-2 в Казани. Дело в том, что в декабре 1941 года принимается решение о разворачивании производства на заводе самолёта Ту-2. Однако в 14 часов 15 минут самолёт терпит катастрофу, в которой погибает весь экипаж и В. Петляков.

«Причины нелепой гибели конструктора и по сей день остаются не совсем понятными. По служебным делам В. М. Петляков должен был срочно вылететь из Поволжья в Москву. На площадке завода имелось два самолёта Ли-2, предназначенных специально для почтово-пассажирской связи с Москвой. Почему Владимир Михайлович не обратился ни к директору завода, ни к начальнику военной приемки, в ведении которых находились Ли-2, остается совершенно непонятным, если не считать застенчивость и необычайную деликатность Владимира Михайловича. Почему он, никому не сказав ни слова о своем отлете, попросился на один из Пе-2, в составе большой группы перегонявшийся через Москву на фронт? Почему, несмотря на свирепые морозы, был одет легко, в демисезонное пальто и ботинки? На эти вопросы никто не мог ответить. Командир перегоночной группы, думая, очевидно, что его просит об услуге рядовой работник завода, посадил Владимира Михайловича в первый подвернувшийся под руку самолёт, экипаж которого оказался недостаточно опытным. Оторвавшись от земли, самолёт быстро полез вверх, вошел в низкую облачность и через несколько минут, делая, как можно было определить по звуку мотора, круг над аэродромом, вывалился из облаков. В беспорядочном падении, с полностью работающими моторами, машина врезалась в землю. Гибель всего экипажа и конструктора произошла мгновенно.» — Туманский, Алексей Константинович «Полет сквозь годы»
Место катастрофы — 1 км от деревни Мамешево и 3 км от станции Камкино Казанской железной дороги.

В. Петляков похоронен в Казани, на Арском кладбище. Его имя носит Таганрогский авиационный колледж, улицы в Казани, Таганроге и Москве, площадь в Кривом Роге и школа в с. Самбек.

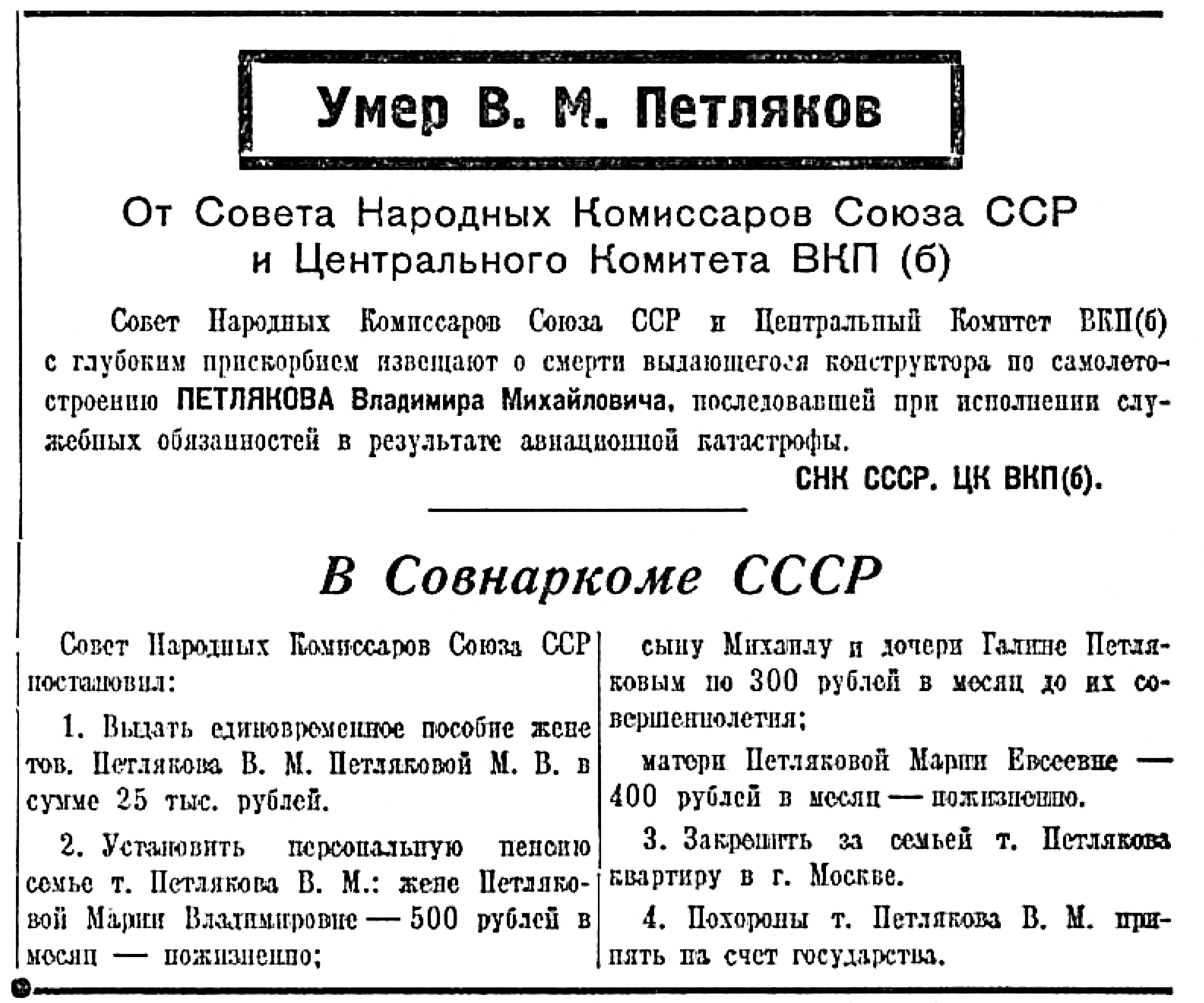
Правительственное сообщение о гибели В. М. Петлякова

### Версии гибели
- Плохие погодные условия. Судя по сводке о погоде, в районе Арзамаса наблюдалась низкая (до 200 м) облачность[4].
- Пожар. Очевидцы утверждали о пожаре в воздухе[4]. В акте[5] комиссии под председательством командира АПОН полковника Н. Г. Мурзина (из прочих подписавших акт наиболее известен профессор А. В. Чесалов, тогда — и. о. начальника ЛИИ) указан «пожар на борту самолёта на малой высоте»[6].
- Отказ двигателя из-за возгорания. Самолёт незадолго перед падением развернуло влево[7]. Сложность пилотирования Пе-2 на малых скоростях обусловливается применением «скоростного» профиля крыла, ибо первоначально это был высотный перехватчик[8]. Вышеприведённый акт комиссии по расследованию обстоятельств катастрофы «исключает причину загорания самолёта от моторов»[9] и констатирует, что приёмка (в авральные дни конца декабря[10]) и подготовка были проведены халатно.
- Обстрел зенитчиками, защищавшими мост через Пьяну. Версия подтверждения не нашла.
- Столкновение в воздухе с другим Пе-2. Несмотря на мнение старожилов деревни Мамешево[10], никакого отношения к действительности эта версия не имеет.

## Известные модели самолётов

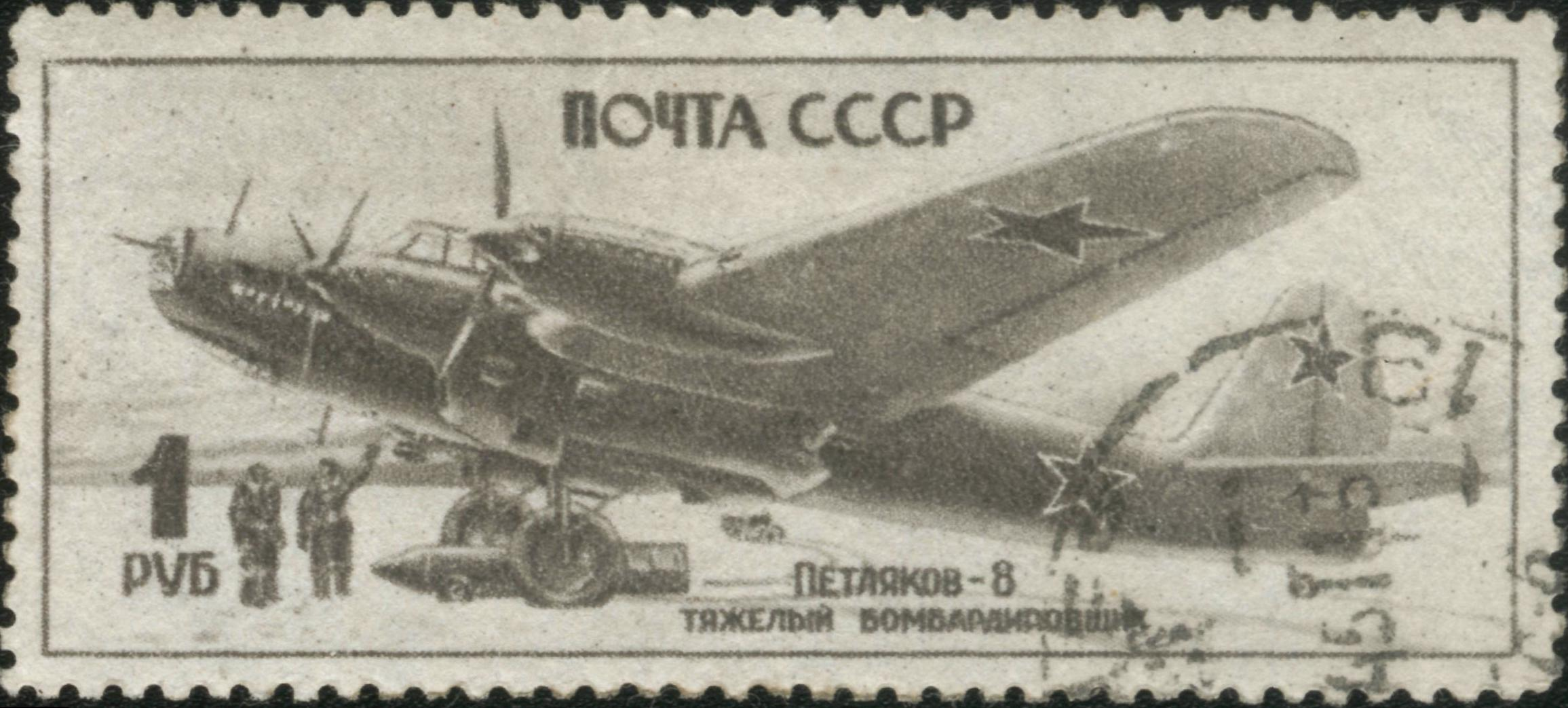
Почтовая марка СССР военных лет с изображением Пе-8

- Тяжелый бомбардировщик ТБ-3 (АНТ-6)
- Пассажирский самолёт АНТ-14 «Правда»
- Тяжелый бомбардировщик ТБ-4 (АНТ-16)
- Агитационный самолёт АНТ-20 «Максим Горький»
- Тяжёлый бомбардировщик дальнего действия Пе-8 (АНТ-42, ТБ-7)
- Высотный истребитель ВИ-100
- Пикирующий бомбардировщик Пе-2
- Высотный истребитель Пе-3

## Награды
- два ордена Ленина (1933; 16 сентября 1941)
- орден Красной Звезды (1933)
- Сталинская премия I степени (14 марта 1941) — за разработку новой конструкции самолёта

## Семья
Жена — Петлякова Мария Владимировна. Дети: сын Михаил, дочь Галина.
Сёстры: Инна Михайловна Малашенко, Валентина Михайловна

## Память

Памятник Петлякову перед авиаколледжем, Таганрог

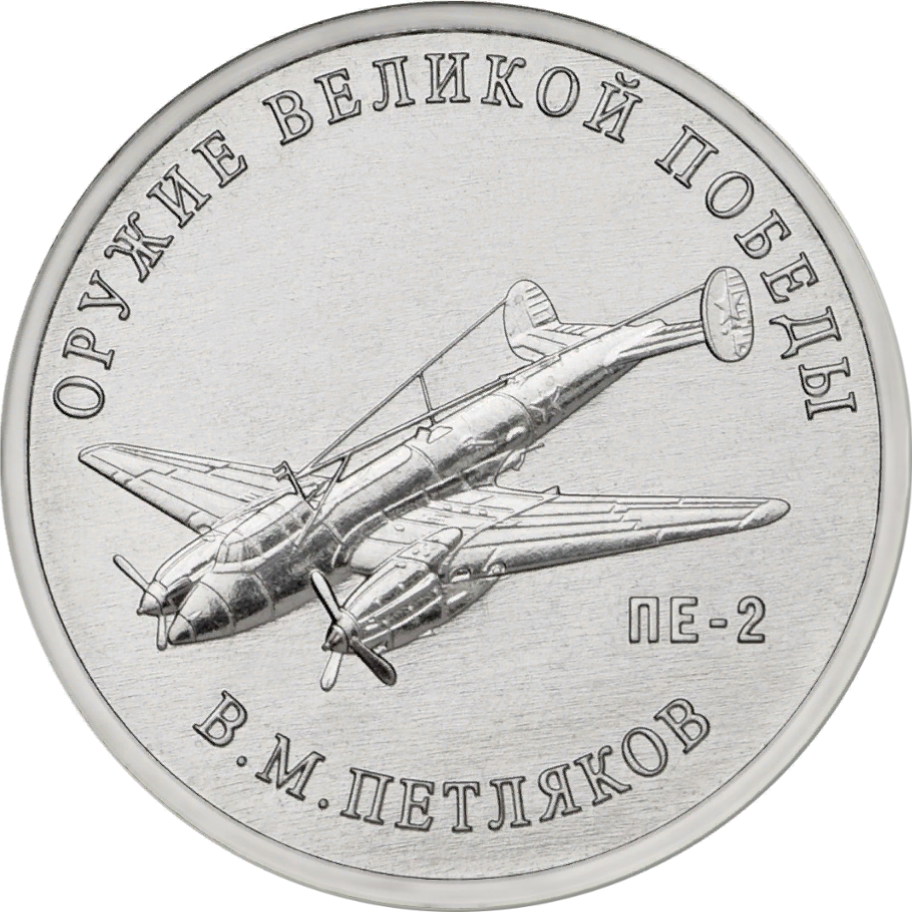
Монета Банка России серии «Оружие Великой Победы (конструкторы оружия)», 25 рублей 2019 г., В. М. Петляков, самолёт Пе-2.

- Таганрогский авиационный колледж им. В. М. Петлякова (присвоено имя Петлякова к 75-летию со дня его рождения: 1966).
- Памятник перед входом в Таганрогский авиационный колледж имени В. М. Петлякова в городе Таганроге (к 40-летию Победы: 1985).
- Улица Петлякова в городе Таганроге.
- Улица Петлякова в городе Казани.
- Улица Петлякова в городе Донецке.
- Площадь Петлякова в городе Кривой Рог.
- Мемориальная доска в городе Москве, на улице Земляной Вал, дом 25 (автор — С. В. Клепиков, открыта 19 октября 1984).
- Памятник в городе Сергаче.
- Памятная доска на месте гибели Петлякова в поле возле деревни Мамешево Сергачского района.
- Улица Авиаконструктора Петлякова в городе Москве[11].
- Мемориальная доска на доме № 26 (г. Казань, улица Академика Королёва).
- Школа имени В. М. Петлякова в с. Самбек Неклиновского района Ростовской области.
- Памятник на аллее Конструкторов на улице Маяковского в центре г. Жуковский (2017).

## Фильмы
- Пе-2 в фильме «Хроника пикирующего бомбардировщика».
- «Огненное пике», ГелаКон по заказу Первого канала, 2006.
- Петляков: крылья Победы, Линия кино, 2006.
- Герои авиаторы: Владимир Петляков, Российское военно-историческое общество, 2015.